# 北大社信號場
北大社信號場（日语：／ Kitaōyashiro Shingōjō */?）是位於三重縣員弁郡東員町，三岐鐵道北勢線的號誌站。原本該號誌站是一座客運車站「北大社站」。後來該站廢除後，遺址變成了出入車廠（北大社車輛管理區）的號誌站。

## 歷史
自路線啟用以來，號誌站旁已經設置了北大社車輛管理區，成為北勢線的運輸中樞。當時在該管理區旁設置了北大社站。後來隨著三岐鐵道推行業務合理化方針，便把此站與六把野站合併為東員站。在2005年（平成17年）3月26日，此站與六把野站一同廢除，此站由客運車站變為號誌站。

### 年表
- 1914年（大正3年）4月5日：北勢鐵道北大社站啟用[1]。
- 1934年（昭和9年）6月27日：公司名稱變更後，成為北勢電氣鐵道的車站[2][1]。
- 1944年（昭和19年）2月11日：在公司合併後，成為三重交通的車站[2][1]。
- 1964年（昭和39年）2月1日：在三重交通的鐵路業務分拆出來，成為三重電氣鐵道的車站[2][1]。
- 1965年（昭和40年）4月1日：三重電氣鐵道合併至近畿日本鐵道[2][1]。
- 1977年（昭和52年）5月10日：車廠遷移至西桑名。
- 2003年（平成15年）4月1日：在業務轉讓下，成為三岐鐵道的車站[2][1]。
- 2005年（平成17年）3月26日：此站與六把野站因合併而廢除，新設東員站。此站降級為號誌站[1]。
- 2006年（平成18年）
  - 3月9日：站內彎道改善工程完成。
  - 3月14日：站內的信號燈（出發·場內信號燈）改為三燈式顯示（GYR）（原本為兩燈式（YR））。

## 構造
號誌站內設有本線（1號線）和車廠入出廠線（2號線）。本線前往阿下喜方向的路軌就有分岔，連接車廠入出廠線。在2005年度（平成17年度），號誌站內進行彎道改善工程。站內的彎道半徑有所改善。

### 北大社站時代
在北大社站時代，當時為北勢線最大規模的車站。站內設有站務員宿舍設備。也設有運輸指令所，以控制北勢線全線信號燈。隨著東員站啟用，該運輸指令所遷移至該站。
站舍內設有自動售票機，但是沒有自動閘機。站內設有2面3線的月台，北邊路軌是前往阿下喜方向，中線路軌主要是前往西桑名方向，南邊路軌主要是從此站折返前往西桑名方向的列車使用，也會讓入出廠的列車使用（在2005年度（平成17年度），月台和北邊的路軌被撤去）。站舍西邊設有車廠和變電站（北大社變電站）（站舍和月台在2005年度（平成17年度）被拆毀。車廠、變電站和號誌站還存在）。另外，站舍和東單車停泊處現在變為了空地。

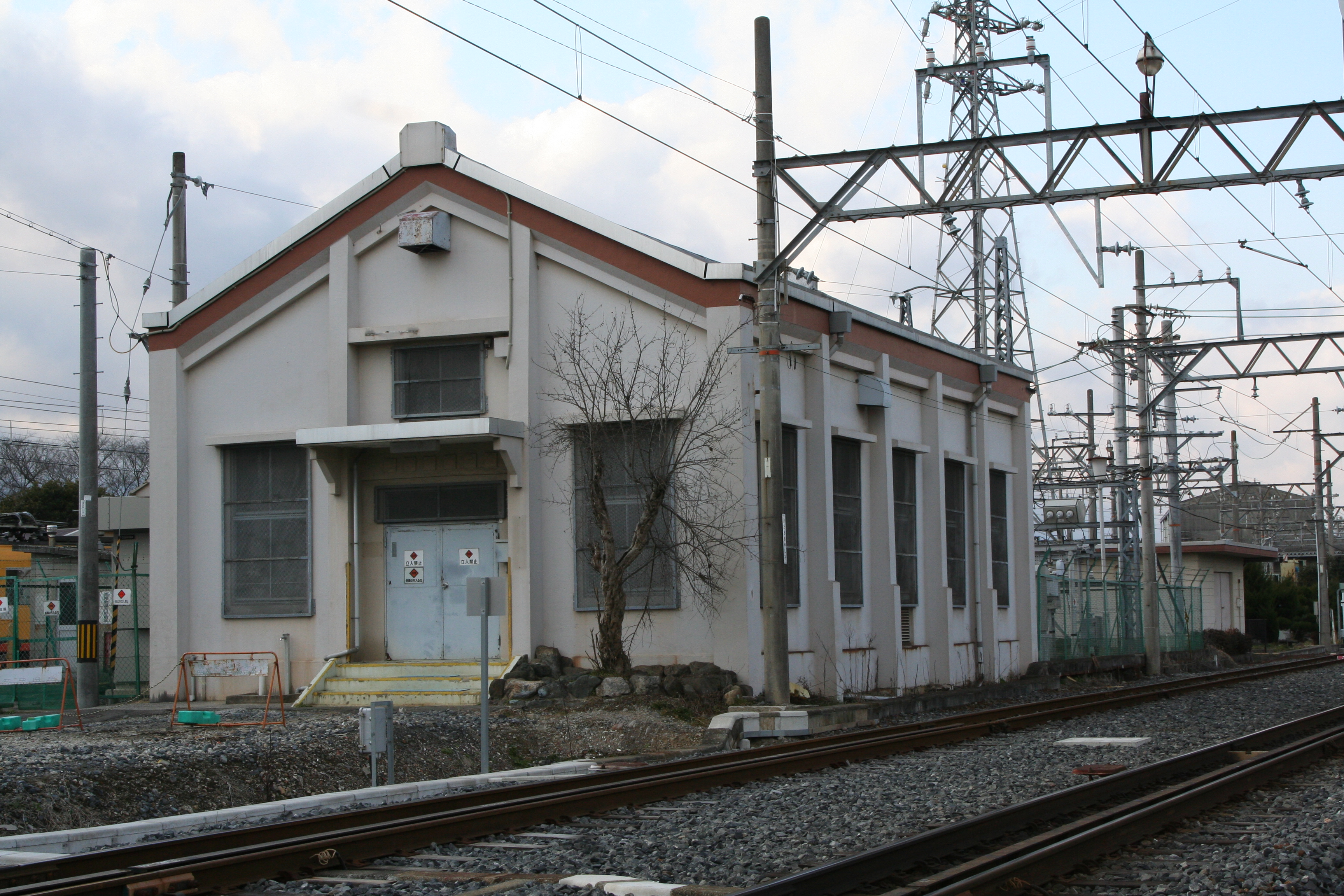
北大社變電站（前方為站舍遺址）
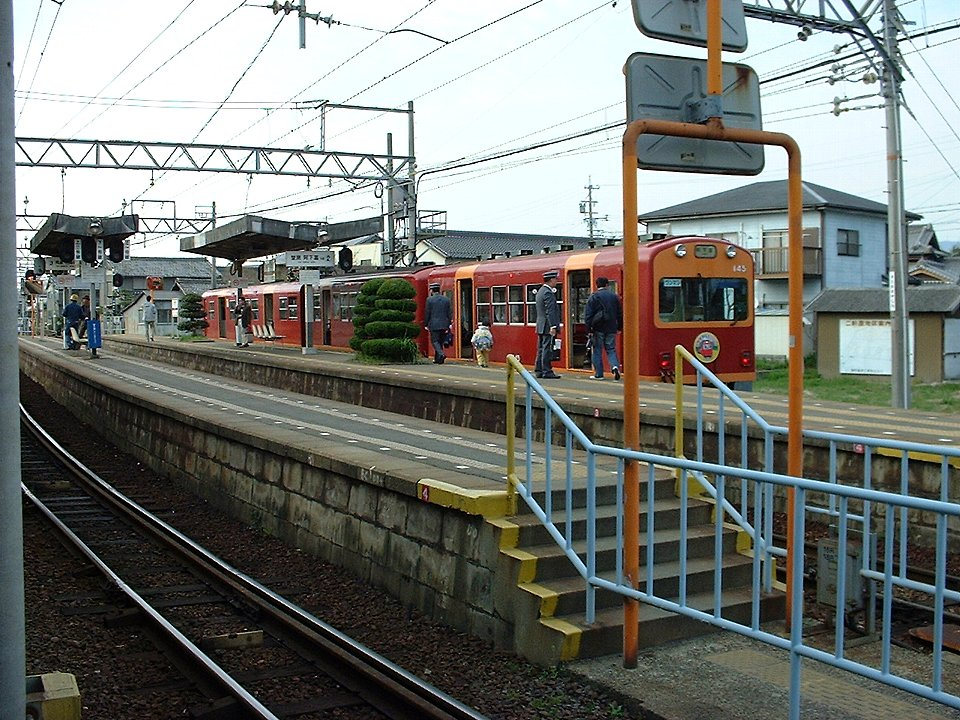
近鐵時代的站內（2003年3月）
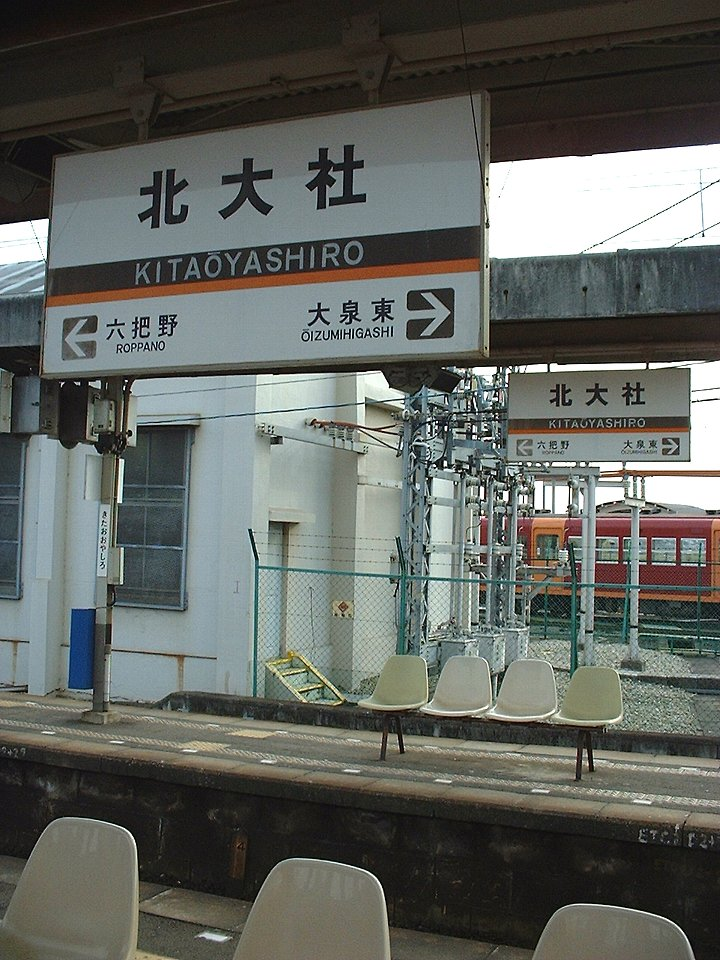
近鐵時代的站內。左後方為變電站。

### 配線圖
| ← 桑名方向      | 北大社站（1993年）／北大社信號場（2009年） 站內配線變遷 | → 阿下喜方向 |
| 图例 参考文献： |                                                         |              |

## 使用狀況
※截至北大社站營業時代。
- 在早上和黃昏，主要乘客都是綜合學園、桑名高等學校等師生使用，也有通勤客使用此站。日間的主要乘客是高齡者，但是人數較少。
- 在桑名至阿下喜之間設有並行巴士路線。由於乘坐巴士的所需時間較短，班次較多，因此巴士客量較高。

## 周邊
號誌站位於北大社和大木（二軒屋）的邊界。原本在站前設有中日新聞代理店、牙科醫院和墓地。

## 相鄰車站
三岐鐵道
■北勢線
東員（H09）－北大社信號場－大泉（H10）
- 在2004年（平成16年）3月31日前，此站與大泉站之間曾設有大泉東站。
- 在1944年（昭和19年）7月1日前，此站與上述提及的大泉東站之間曾設有大木站。

## 注腳
1. 1 2 3 4 5 6 7  . 新潮「旅」Mook 8號 關西1. 今尾惠介 監修. 新潮社. 2008: 17,30 （日语）.
2. 1 2 3 4 5  曾根悟（監修）.  , 编. . 週刊朝日百科. 26號 長良川鐵道・明知鐵道・樽見鐵道・三岐鐵道・伊勢鐵道. 朝日新聞出版. 2011-09-18: 26 （日语）.
3. ↑  宮脇俊三（日语：宮脇俊三）、原田勝正（日语：原田勝正） ，p.58，小學館，1993年，ISBN 978-4093954129
4. ↑  川島令三，p.13，講談社，2009年9月，ISBN 978-4062700184